# Marszowice (Oława)
Marszowice (deutsch Marschwitz) ist ein Dorf in Niederschlesien. Der Ort liegt in der Gmina Oława im Powiat Oławski in der polnischen Woiwodschaft Niederschlesien.

## Geographie

### Geographische Lage
Das Angerdorf Marszowice liegt sechs Kilometer südwestlich des Gemeindesitzes und der Kreisstadt Oława (Ohlau) und rund 29 Kilometer südöstlich der Woiwodschaftshauptstadt Breslau. Der Ort liegt in der Nizina Śląska (Schlesische Tiefebene) innerhalb der Równina Wrocławska (Breslauer Ebene).
Durch den Ort führt die Woiwodschaftsstraßen Droga wojewódzka 346. Südlich des Dorfes befand sich bis in die 1970er Jahre die Bahnstrecke der Ohlauer Kleinbahn.

### Nachbarorte
Nachbarorte von Marszowice sind im Westen Wierzbno (Würben), im Norden Miłonów (Mellenau) und im Osten Gaj Oławski (Goy).

## Geschichte

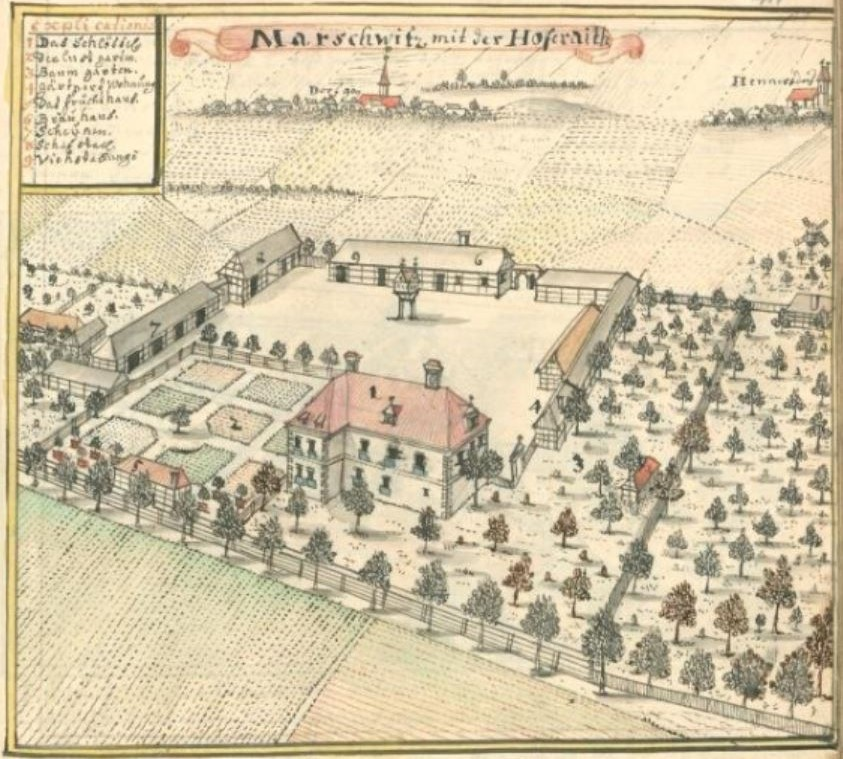
Schloss Marschwitz – Zeichnung aus der Mitte des 18. Jahrhunderts

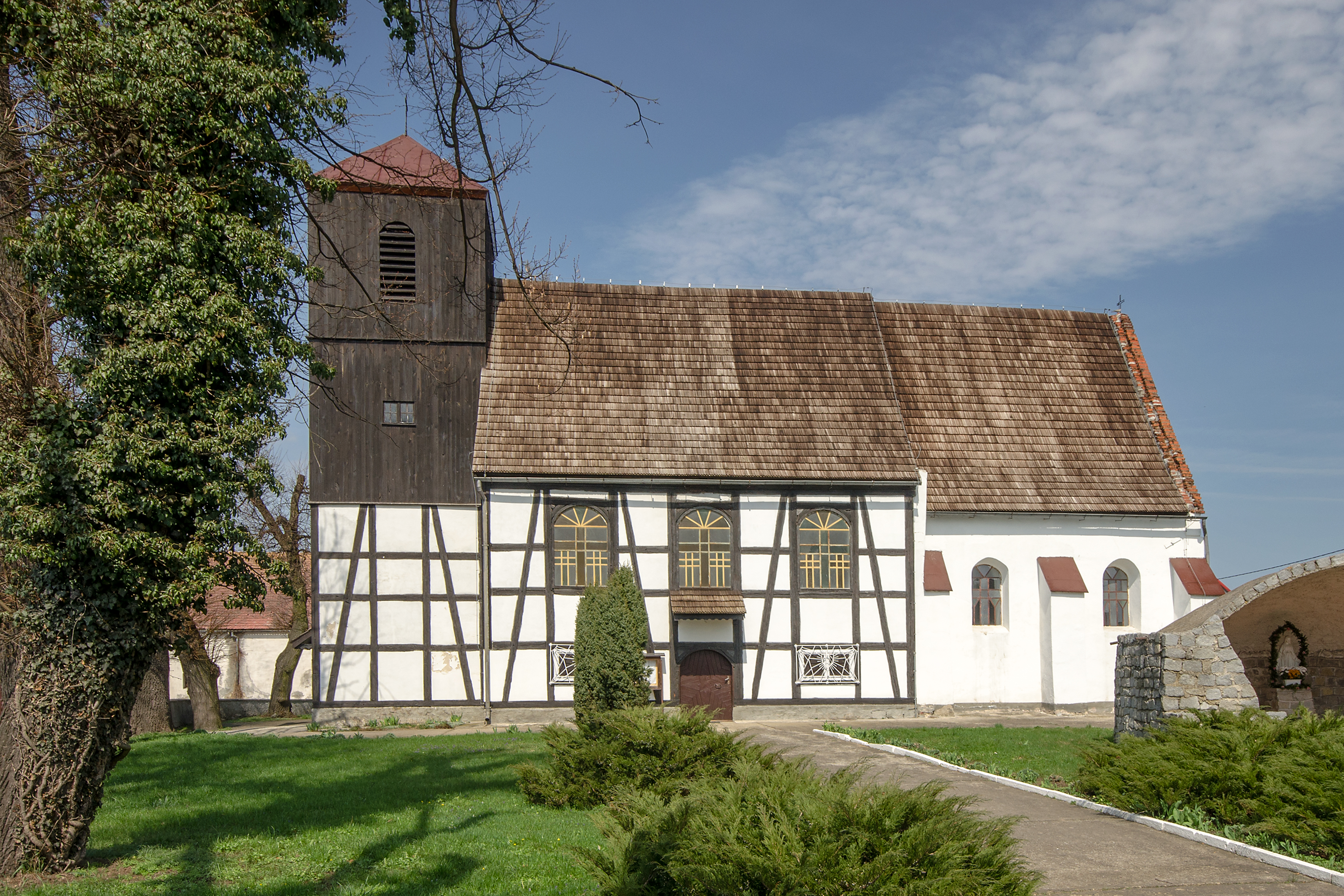
Mariä-Geburt-Kirche

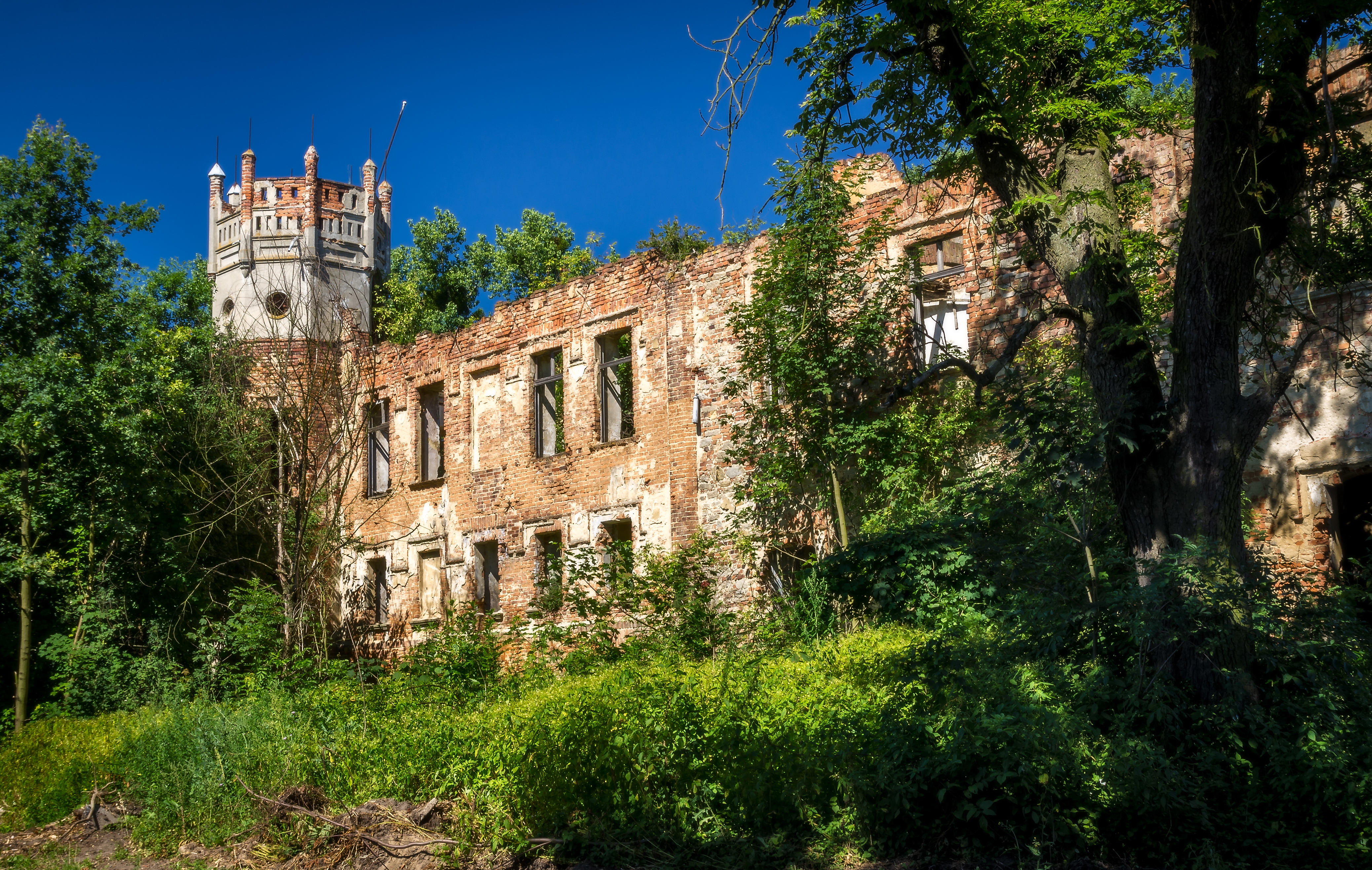
Ruinen des Schlosses Marschwitz

Das Dorf wurde 1253 erstmals als Marsonici erwähnt. 1321 erfolgte eine Erwähnung als Marschowicz sowie 1362 als Marschowicz. 1355 wurde erstmals eine Kirche im Ort erwähnt.
1644 wurde im Ort eine Schule eingerichtet. Nach dem Ersten Schlesischen Krieg 1742 fiel Marschwitz zusammen mit dem größten Teil Schlesiens an Preußen. 1783 bestanden im Ort eine evangelische Kirche, eine Schule, ein Vorwerk, eine Mühle, 12 Bauern- und 33 andere Stellen sowie 299 Einwohner.
Nach der Neugliederung Preußens gehörte die Landgemeinde Marschwitz ab 1815 zur Provinz Schlesien und war ab 1816 dem Landkreis Ohlau eingegliedert. 1874 wurde der Amtsbezirk Goy gegründet, welcher die Landgemeinden Goy, Marschwitz und Peltschütz und die Gutsbezirke Marschwitz und Peltschütz umfasste. 1885 zählte der Ort 323 Einwohner.
1933 zählte Marschwitz 405, 1939 wiederum 373 Einwohner. Bis 1945 befand sich der Ort im Landkreis Ohlau.
Als Folge des Zweiten Weltkriegs fiel Marschwitz wie fast ganz Schlesien 1945 an Polen, wurde in Marszowice umbenannt und der Woiwodschaft Breslau angegliedert. Die deutsche Bevölkerung wurde, soweit sie nicht vorher geflohen war, weitgehend vertrieben. Die neu angesiedelten Bewohner waren zum Teil Heimatvertriebene aus Ostpolen. 1999 kam der Ort zum Powiat Oławski in der Woiwodschaft Niederschlesien. 2000 zählte das Dorf 259 Einwohner.

## Sehenswürdigkeiten
- Die römisch-katholische Mariä-Geburt-Kirche (poln. Kościół Narodzenia Najświętszej Marii Panny) wurde 1355 erstmals erwähnt. Zwischen 1530 und 1945 diente das Gotteshaus der protestantischen Gemeinde. Im 18. Jahrhundert wurde der Kirchenbau durch ein Kirchenschiff aus Fachwerk und einen hölzernen Turm erweitert.[6]
- Das Schloss Marschwitz (poln. Pałac w Marszowicach) ist eine ruinöse Schlossanlage im Norden des Dorfes. Bereits im Mittelalter bestand hier ein steinerner Wohnturm. Das Schloss wurde um 1833 unter der Familie von Eicke und Polwitz im neogotischen Stil ausgebaut und umgestellt. Die Schlossruine steht seit 2006 unter Denkmalschutz.[7]
- Mausoleum der Familie von Eicke und Polwitz

## Vereine
- Fußballverein Orzeł Marszowice
- Freiwillige Feuerwehr OSP Marszowice